# Microtus hyperboreus
Microtus hyperboreus är en däggdjursart som beskrevs av Boris Stepanovich Vinogradov 1934. Microtus hyperboreus ingår i släktet åkersorkar, och familjen hamsterartade gnagare. IUCN kategoriserar arten globalt som livskraftig. Inga underarter finns listade i Catalogue of Life.
Arten listas inte i Mammal Species of the World (2005). Den betraktas där som synonym till Microtus middendorffi.
Denna gnagare förekommer i norra Sibirien. Den lever i stäpper och i andra områden med gräs. Vid strandlinjer av floder hittas arten bara när antalet träd eller lågt. Individerna gräver underjordiska bon. De äter främst gräs samt några andra växtdelar. Till exempel lagrar denna åkersork rötter i boet. Honor kan ha 5 kullar under sommaren.